# Provincia di Van
La provincia di Van (in turco Van ili) è una provincia della Turchia ed è situata tra il lago di Van e il confine con l'Iran.
Dal 2012 il suo territorio coincide con quello del comune metropolitano di Van (Van Büyükşehir Belediyesi).

## Geografia fisica
La provincia di Van è situata tra il lago di Van e il confine con l'Iran. Il suo territorio è prevalentemente montuoso e – pur trovandosi in un'area esterna ai confini geografici dell'Europa – ricomprende alcune delle strade asfaltate tra le più alte situate in stati europei: quelle che transitano per i passi di Karabet, Güzeldere e Tendürek e quella che attraversa il Nebırnav Yaylası. Le province turche confinanti sono: Siirt, Şırnak, Bitlis, Hakkari e Ağrı.
La popolazione è prevalentemente di etnia curda.

## Storia

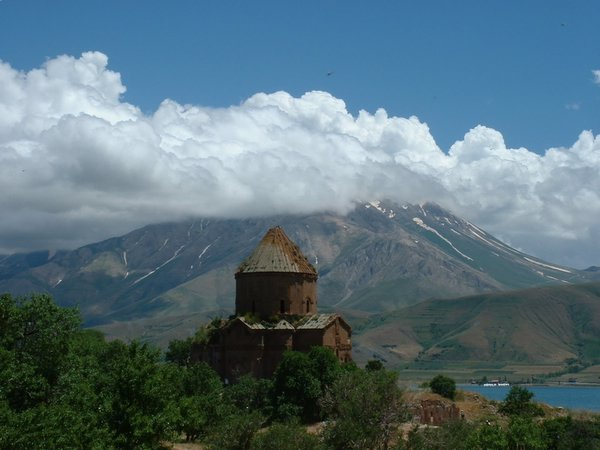
La Cattedrale armena della Santa Croce (X secolo) sull'isola di Akhtamar

Nel IX secolo a.C. la regione di Van costituiva il territorio del regno di Urartu. Appartenente all'Armenia storica, fino agli inizi del XX secolo, la provincia fu uno dei maggiori centri demografici di etnia armena, per poi declinare rapidamente come tale a seguito del genocidio armeno operato sotto l'Impero ottomano. La regione è nota anche per essere la terra d'origine di una razza di gatto domestico chiamata Turco Van.

## Geografia antropica

### Suddivisioni amministrative

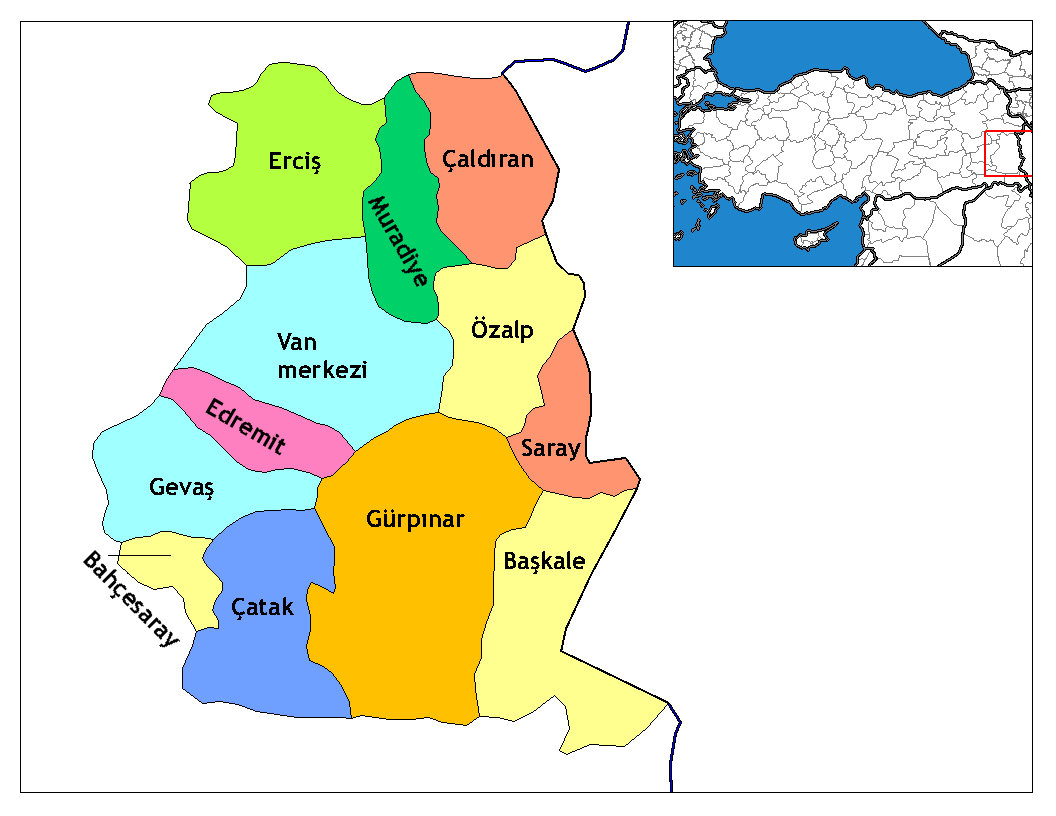
Distretti della provincia di Van prima del 2012

La provincia è divisa in 13 distretti:
| - Bahçesaray - Başkale - Çaldıran - Çatak - Edremit - Erciş - Gevaş | - Gürpınar - İpekyolu - Muradiye - Özalp - Saray - Tuşba |

Nel 2012 il distretto centrale è stato soppresso e diviso tra il distretto di Edremit e i distretti di İpekyolu e Tuşba.
Fanno parte della provincia 22 comuni e 580 villaggi.